# 海登·怀尔德
海登·怀尔德（英語：Hayden Wilde，1997年9月1日—），新西兰男子铁人三项运动员。他曾代表新西兰参加2020年夏季奥林匹克运动会铁人三项比赛，获得男子个人铜牌和混合接力第12名。